# Dokà Umàrov
Dokà Khamàtovitx Umàrov (Доку Хаматович Умаров) va ser un militar txetxè que va néixer a Kharsenoi Districte de Xatoiski, a l'aleshores (RSSA de Txetxènia-Ingúixia) el 1964, dins el teip Mulkoi, del que eren membres també el famós comandant independentista Arbi Baraiev i l'ex ministre d'afers exteriors de Txetxènia Ilyas Akhmadov.
Abans de la guerra va viure a la regió de Tiumén on segons els russos va participar en activitat criminals però mai no fou acusat i molt menys condemnat. El 1994, durant la invasió russa, es va unir a la resistència a les files del general Ruslan Gelaiev, i després de la mort d'aquest a Daguestan va ser nomenat cap del front sud-est de la resistència. Durant el govern d'Aslan Maskhadov (reconegut per l'OSCE 1997-1999, a la resistència a les zones muntanyoses després de la invasió russa, 1999-2005) va ser cap del consell de Seguretat de Txetxènia, però por poc temps. Les seves unitats es van dividir en petits grups de 10 a 20 homes que operen al districte de Shatoysk, al d'Itum-Kalinsky districte, al d'Urus-Martanovsky i al d'Achkhoy-Martanovsky. El 2000 fou greument ferit durant la segona guerra quan era assetjat a Grozni, i altre cop el 2005 quan va trepitjar una mina antipersones; de forma lleu ha estat ferit diverses vegades. Ha participat en gairebé totes les accions militars rellevants, però en cap acte contra civils. Alguns dels seus familiars foren fets ostatges per les forces d'ocupació que li van exigir de rendir-se; Umàrov es va negar i el seu germà roman des 2004 en situació de detingut desaparegut. Altres familiars va romandre detinguts algun temps a la base de Khankala però finalment foren alliberats. El 2005 la seva dona i el seu fill de sis mesos, i el seu pare (molt vell) foren detinguts per l'exèrcit, i si bé la dona i el fill foren alliberats, el pare també va passar a la situació de desaparegut. La seva germana va ser detinguda al desembre del 2005 però fou alliberada després d'una manifestació de la ciutadania.
El juny del 2005, d'acord amb la constitució txetxena fou nomenat vicepresident, i el 19 de juny de 2006, després de la mort del president de la zona independentista Abdul-Khalim Sadulàiev va assolir la presidència del país. Va morir el 7 de setembre de 2013, i el va succeir Aliaskhab Kebekov.